# Glad brilkruid
Glad brilkruid of brilkruid (Biscutella laevigata) is een overblijvende plant uit de kruisbloemenfamilie (Brassicaceae). De naam brilkruid is afgeleid van de vorm van de hauwtjes. Ook de Duitse naam glattes Brillenschötchen en de Franse naam Lunetiere lisse verwijzen hiernaar. Het aantal chromosomen is 2n = 18 of 36.

## Taxonomie
De Encyclopedia of Life accepteert een aantal ondersoorten:
- Biscutella laevigata subsp. australis Raffaelli & Baldoin
- Biscutella laevigata subsp. austriaca (Jord.) Mach.-Laur.
- Biscutella laevigata subsp. hispidissima (Posp.) Raffaelli & Baldoin
- Biscutella laevigata subsp. hungarica Sóo
- Biscutella laevigata subsp. kerneri Mach.-Laur.
- Biscutella laevigata subsp. laevigata
- Biscutella laevigata subsp. ossolana Raffaelli & Baldoin
- Biscutella laevigata subsp. prinzerae Raffaelli & Baldoin
- Biscutella laevigata subsp. varia (Dumort.) Rouy & Foucaud

## Beschrijving
De 15-70 cm hoge plant is een vaste plant (hemikryptofyt). De gesteelde, lancetvormige bladeren van het wortelrozet zijn borstelig behaard tot bijna kaal, 3-12 cm lang en 3-20 mm breed. Ze hebben een gave rand of zijn grof getand. De lancetvormige stengelbladen zijn gaafrandig. De 5-10 mm grote gele bloemen staan in een vertakte pluim.
De bloeiperiode is, afhankelijk van de plaats in Europa en de hoogte, vanaf mei tot in augustus.
De platte vruchten zijn hauwtjes, die 5-9 mm hoog en 7-14 mm breed zijn en lijken op een bril. De nog aanwezige stijl is 3-5 mm lang. De zaden hebben een versgewicht van gemiddeld 5,6 mg, waarvan 3,6 mg aan drooggewicht.

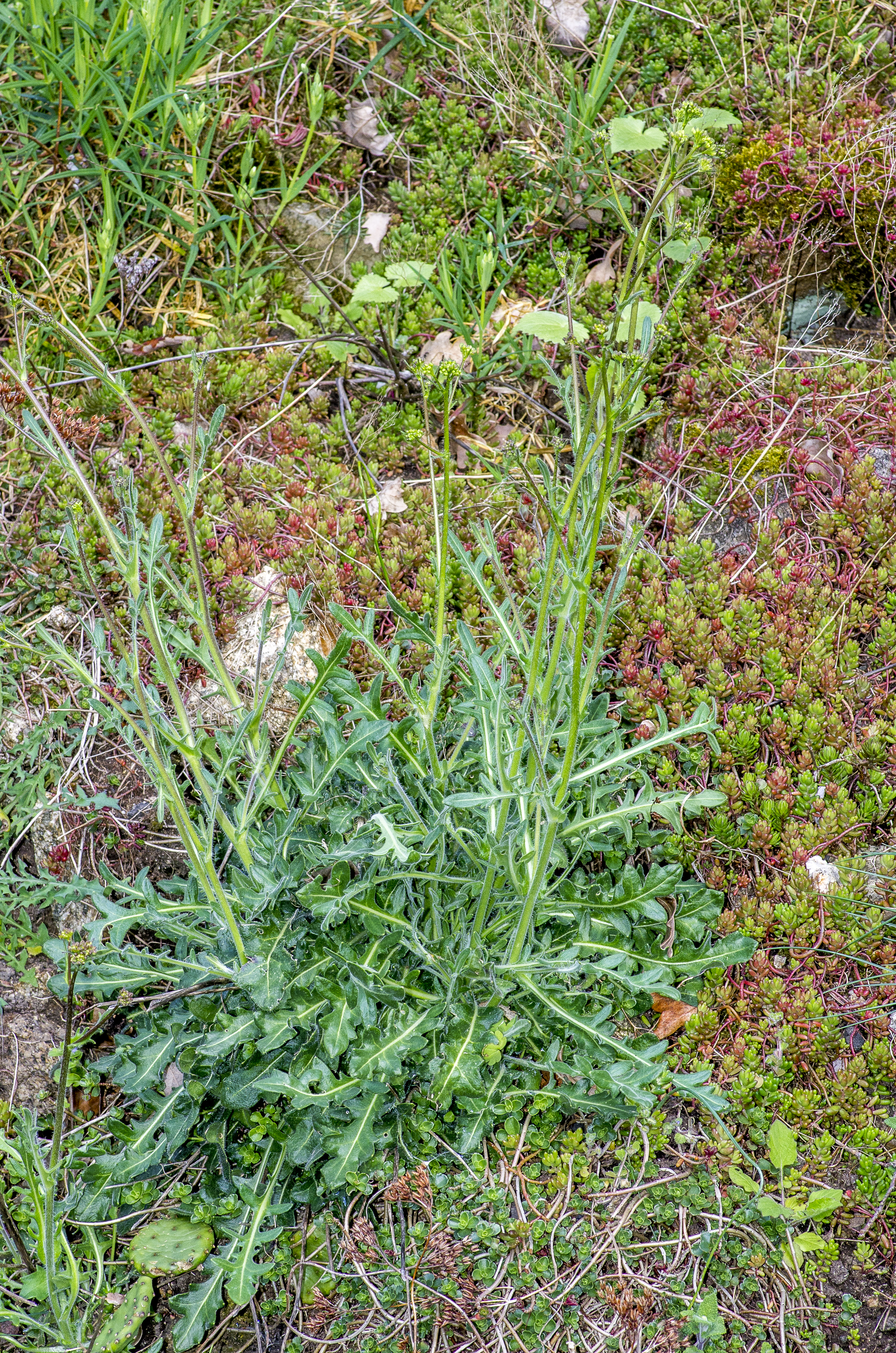
Plant
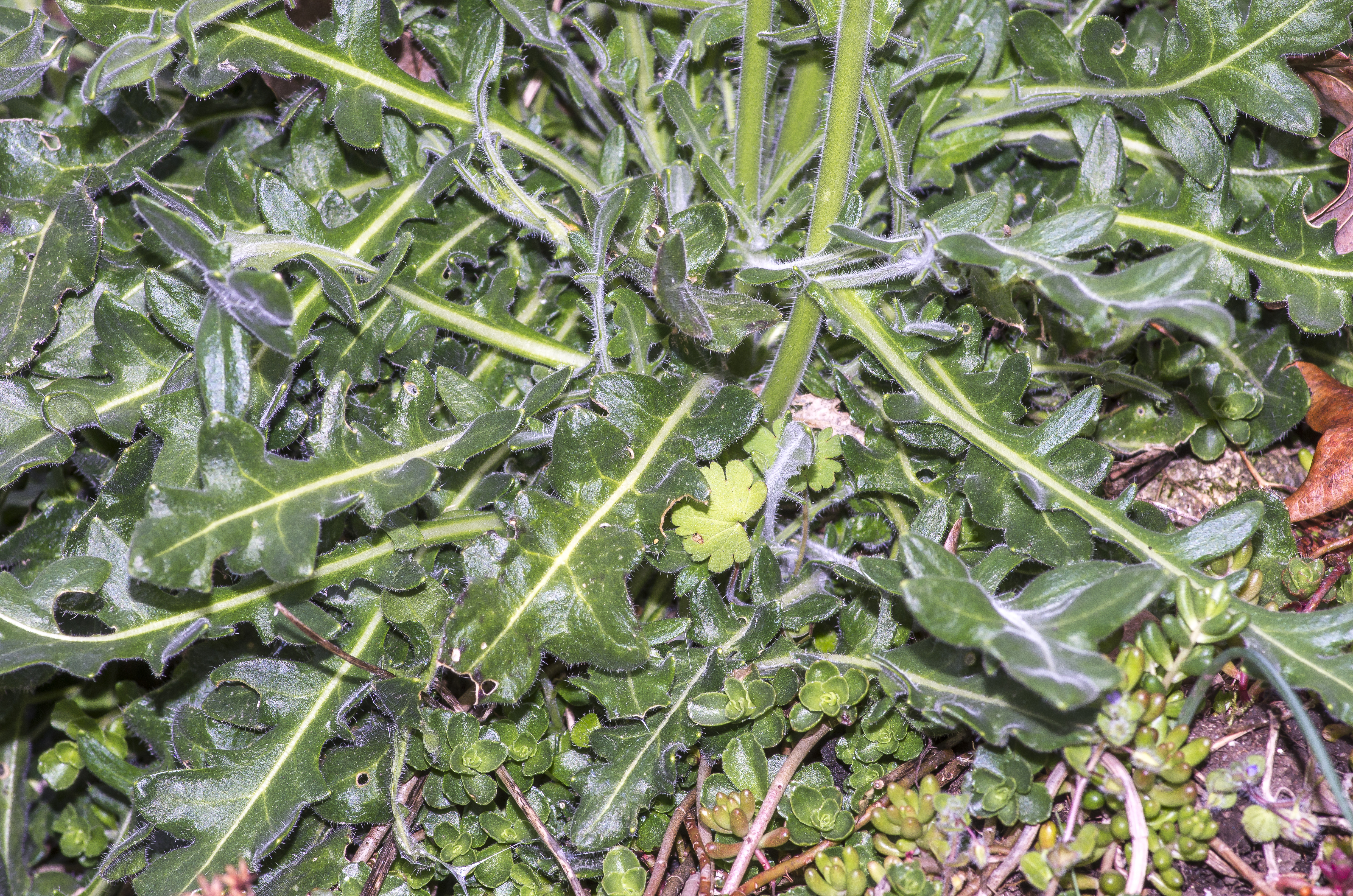
Wortelrozetbladeren
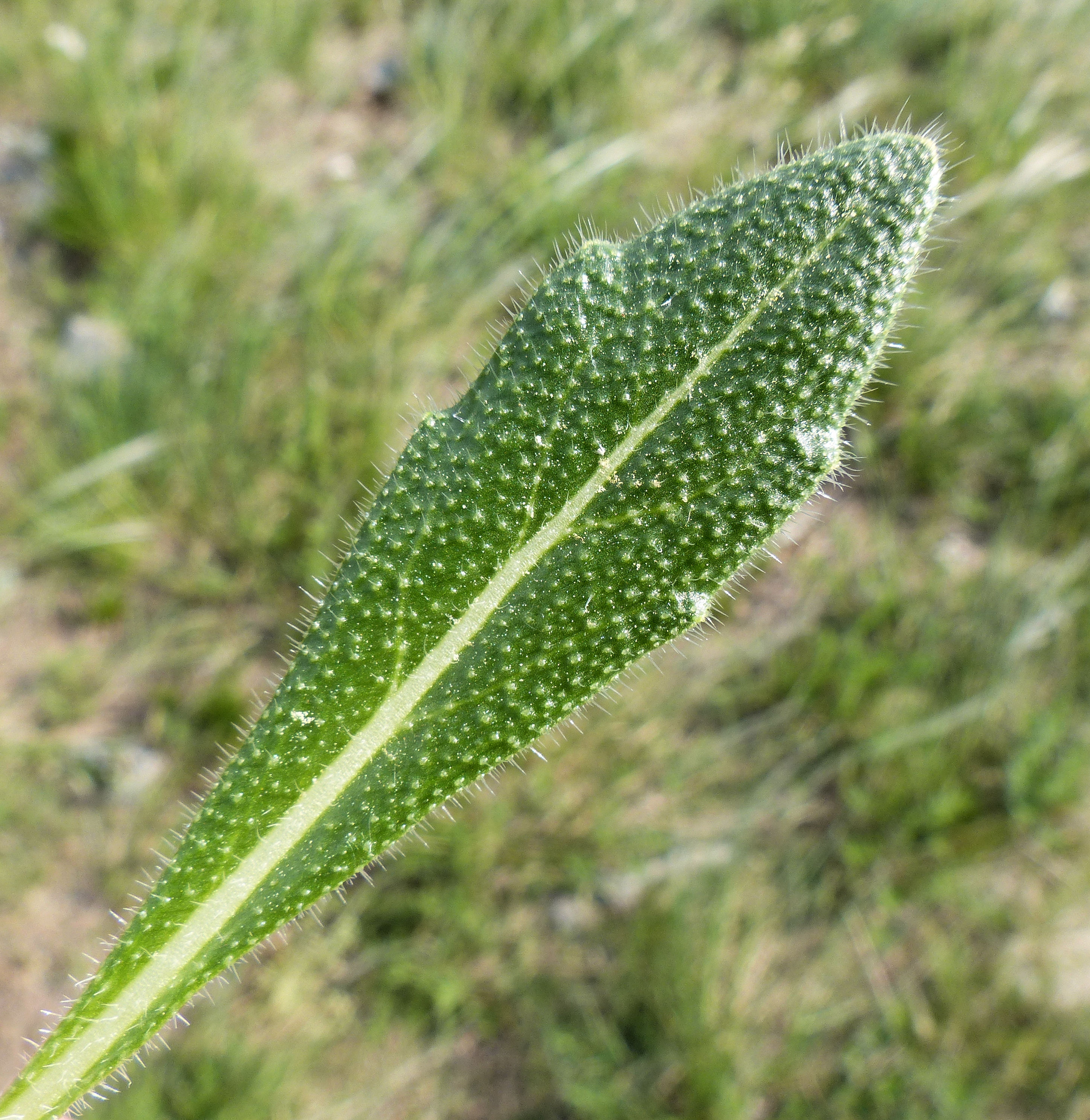
Stengelblad
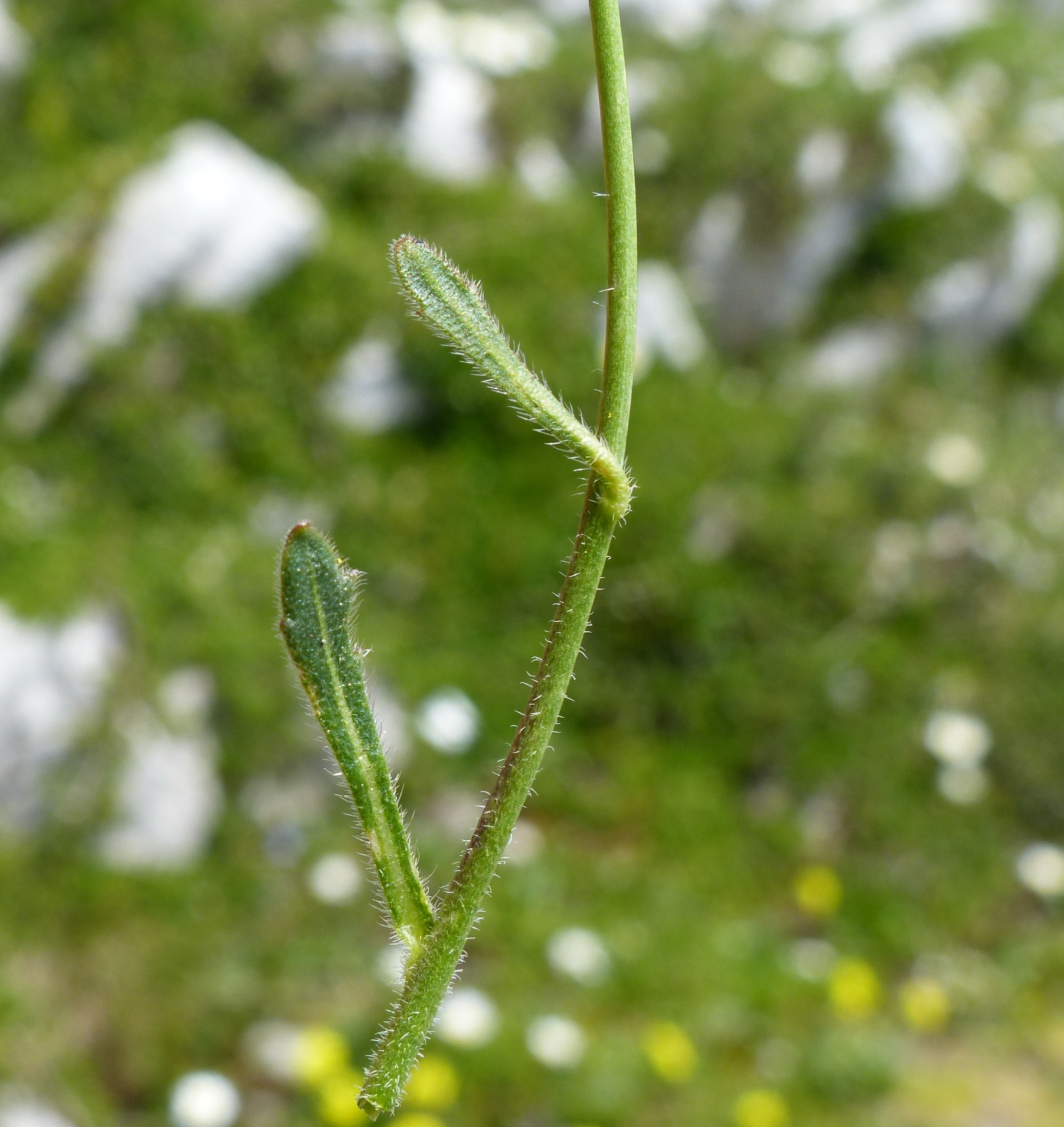
Stengel
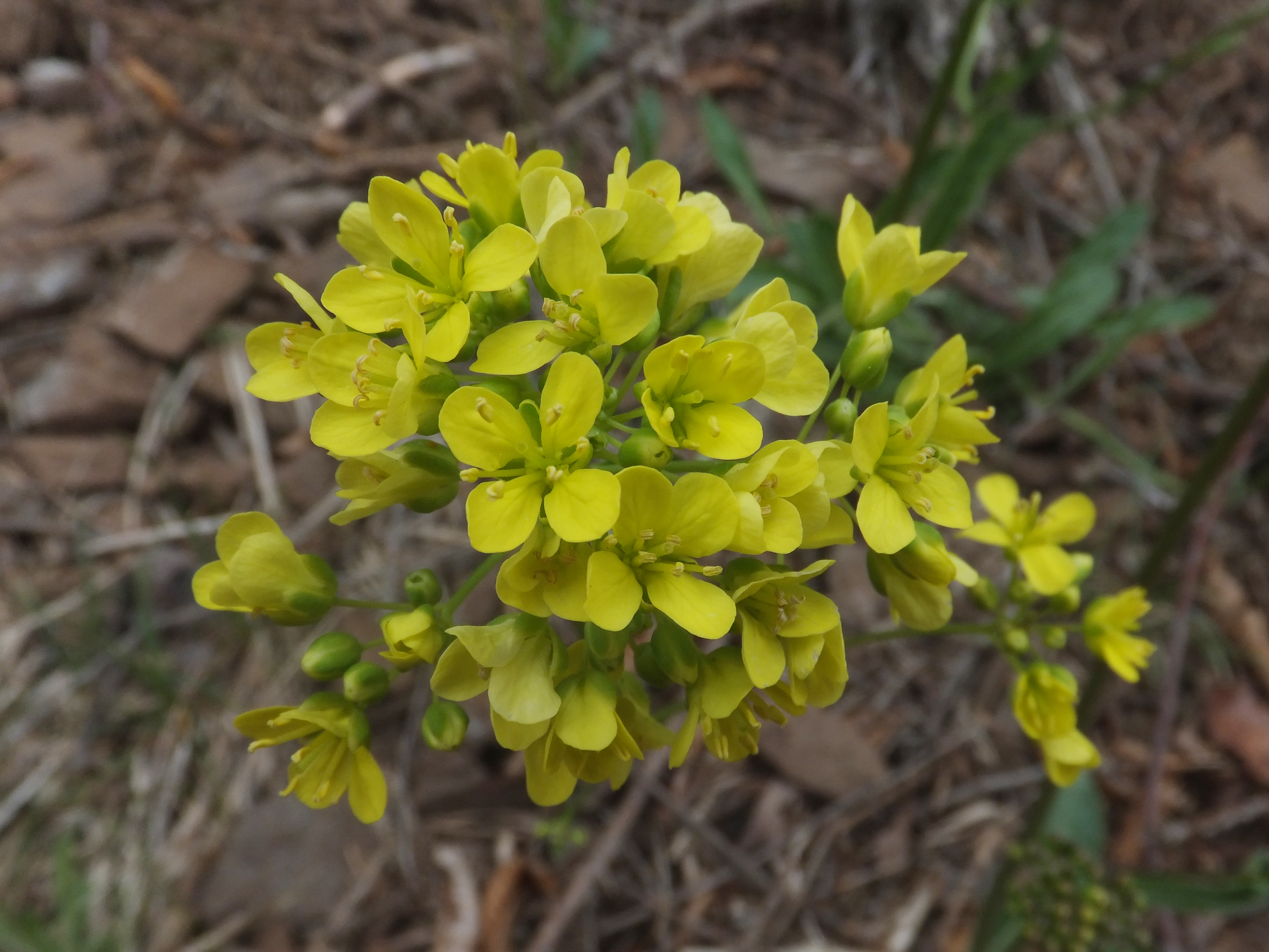
Bloemen
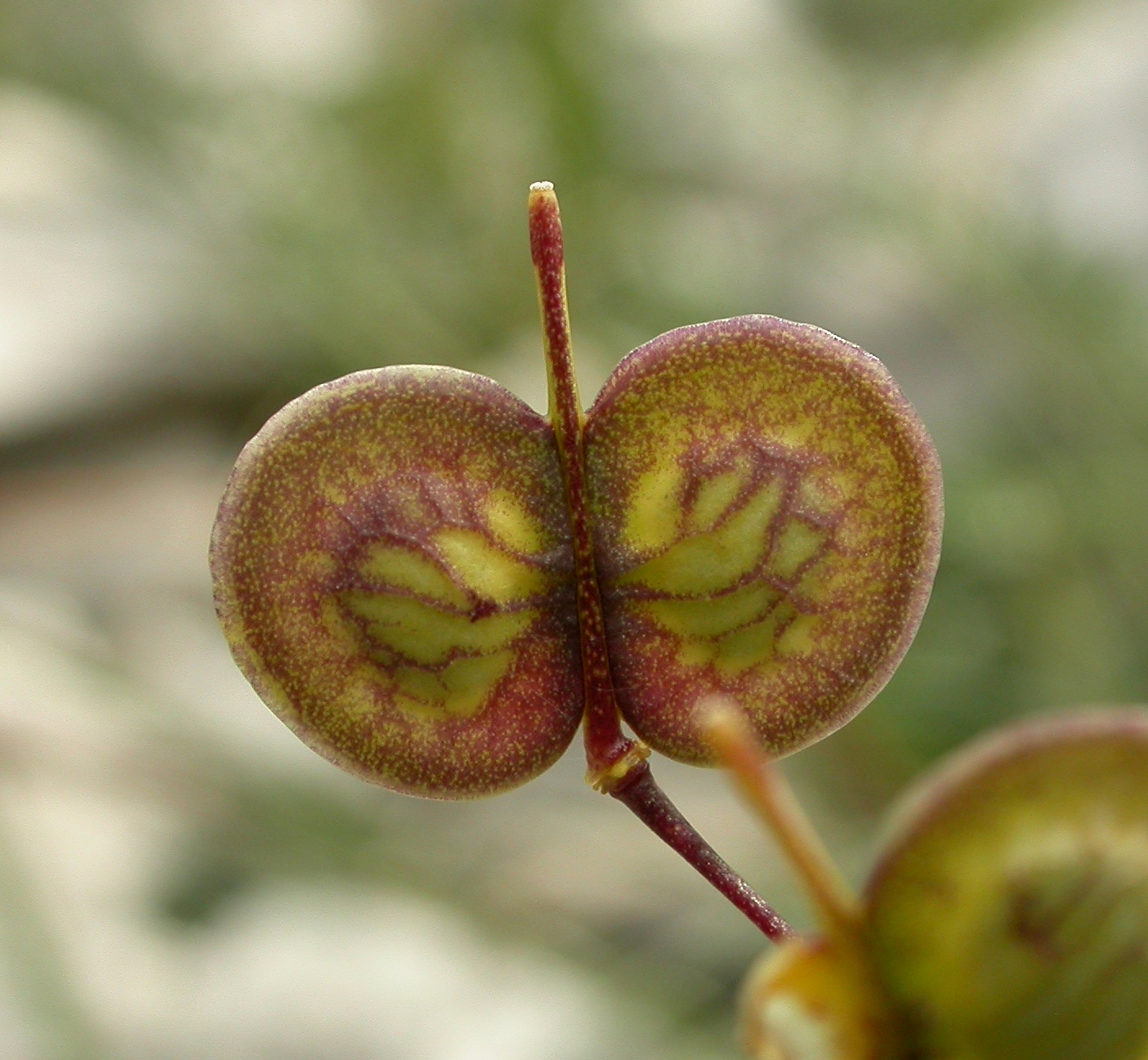
Vrucht

## Verspreiding
De plant komt in zandige en rotsachtige streken voor en is vrij algemeen in de Alpen, de Jura, de Pyreneeën, de Balkan, de Tatra en de Apennijnen. In België geldt ze als zeldzaam in de vallei van de Maas en in de Ardennen. Ze komt voor tot op hoogten van 2600 tot 2800 meter.